# 아키모토 유키토모

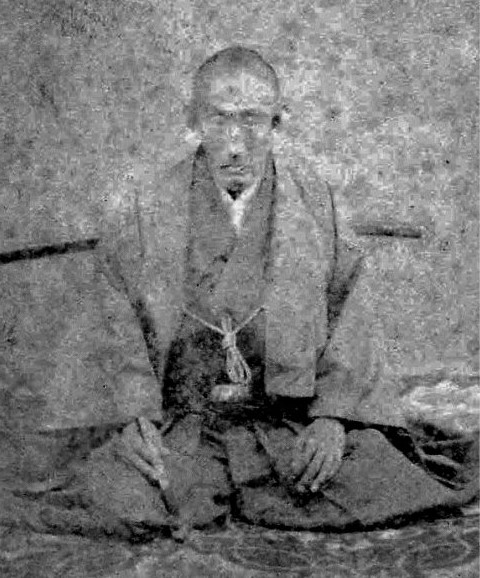
아키모토 유키모토

아키모토 유키토모(일본어: 秋元志朝, 1820년 4월 20일 ~ 1876년 7월 26일)는 일본 에도 시대의 다이묘로, 야마가타번의 4대 번주이자, 다테바야시번의 초대 번주이다. 어릴적 이름은 센자(撰佐)이다.
분세이 3년(1820년) 3월 8일, 도쿠야마번의 8대 번주 모리 히로시게의 여덟 번째 아들로 태어났다. 어머니가 야마가타 번의 2대 번주 아키모토 쓰네토모의 딸이어서, 아키모토 가문과 친척관계라 하여, 덴포 2년(1831년), 숙부에 해당하는 야마가타 번의 3대 번주 아키모토 히사토모의 양자가 되었다. 덴포 10년(1839년) 4월 13일, 히사모토가 은거함에 따라 4대 번주가 되었다.
고카 2년(1845년) 11월 30일, 다테바야시 번으로 전봉되었다. 안세이 2년(1855년)의 안세이 대지진을 계기로 해서 오카야 사마노스케(岡谷瑳磨介)를 등용하여 번 정치 개혁을 단행하였고, 에도에 근무하는 가신들의 저택을 다테바야시로 옮겨 번주 권력의 강화를 꾀하였으며, 학문소인 조사서원(造士書院)을 창설하였다. 겐지 원년(1864년) 7월, 금문의 변이 일어나자, 모리 가문과 친척관계에 있던 유키토모는 도쿠가와 막부로부터 내통 혐의를 받고, 그해 10월 27일에 양자 아키모토 히로토모에게 가문을 물려주고 강제적으로 은거당하였다.
그러나 유키토모는 이후로도 번의 실권을 쥐고 있었고, 조슈 정벌에서는 막부, 조정, 모리 가문 사이의 중개역을 맡았다. 메이지 9년(1876년)에 57세로 사망하였다. 1896년에 종3위로 추증되었다.
| 전임 아키모토 히사토모 | 제4대 야마가타번 번주 (아키모토 가문) 1839년 ~ 1845년 | 후임 미즈노 다다키요 |

| 전임 이노우에 마사하루 | 제1대 다테바야시번 번주 (아키모토 가문) 1845년 ~ 1864년 | 후임 아키모토 히로토모 |